# Virginijus Sinkevičius
Virginijus Sinkevičius (ur. 4 listopada 1990 w Wilnie) – litewski polityk i ekonomista, poseł na Sejm Republiki Litewskiej, w latach 2017–2019 minister gospodarki, od 2019 do 2024 członek Komisji Europejskiej, deputowany do Parlamentu Europejskiego X kadencji.

## Życiorys
W 2009 w rodzinnej miejscowości ukończył szkołę średnią Vilniaus Salomėjos Nėries gimnazija. W 2012 został absolwentem ekonomii i stosunków międzynarodowych na Uniwersytecie w Aberystwyth, a w 2013 uzyskał magisterium z polityki europejskiej na Maastricht University. Odbywał staże w administracji państwowej, od 2013 do 2014 pracował w amerykańskim instytucie badawczym CEPA. Później był zatrudniony jako menedżer projektów m.in. w przedsiębiorstwie inwestycyjnym.
W wyborach w 2016 z ramienia Litewskiego Związku Zielonych i Rolników uzyskał mandat posła na Sejm Republiki Litewskiej w okręgu jednomandatowym. 27 listopada 2017 dołączył do rządu Sauliusa Skvernelisa, w którym objął stanowisko ministra gospodarki. Zastąpił na tej funkcji Mindaugasa Sinkevičiusa. Od 1 stycznia 2019 był ministrem gospodarki i innowacji.
Zakończył pełnienie funkcji ministra w związku z dołączeniem do Komisji Europejskiej kierowanej przez Ursulę von der Leyen (z kadencją od 1 grudnia tegoż roku). Został w jej ramach powołany na komisarza do spraw środowiska, oceanów i rybołówstwa. Związał się później z ugrupowaniem Związek Demokratów „W imię Litwy”. W 2024 z jego ramienia został wybrany na eurodeputowanego X kadencji. W związku z zamiarem objęcia mandatu europosła w lipcu tegoż roku ustąpił ze stanowiska w KE. W 2024 uzyskał też ponownie mandat posła na Sejm, jednak zrezygnował z jego objęcia.

## Odznaczenia
- Medal Rady Bałtyckiej – 2020[10]